# Леонова, Эмилия Александровна
Лео́нова Эми́лия Александровна (род. 15 ноября 1934, г. Яранск Кировской обл.) — советский, российский учёный-механик, доктор физико-математических наук, профессор МГУ. Работает на кафедре теории упругости МГУ.

## Биография
Родилась в семье служащих. Отец Гужавин Александр Дмитриевич (1902—1969) — директор лесхоза, мать Гужавина Агриппина Васильевна (1903—1980) — учитель.
Окончила механико-математический факультет МГУ (1957, с отличием). Кандидат физико-математических наук (1966). Доктор физико-математических наук (2001). Старший научный сотрудник (1980).

## Научная и педагогическая деятельность
Впервые применила методы группового анализа для описания определяющих соотношений в термовязкопластичности и термоупругости.
Ведёт основной курс кафедры «Теория упругости».

### Публикации
Автор более 80 научных работ и двух изобретений.
- Леонова Э. А.  Скалярная постановка задач статики теории упругости // Изв. РАН. МТТ. — 2005. — № 1. — С. 69—83.
- Леонова Э. А.  Групповая классификация и инвариантные решения уравнений течения и теплообмена вязкопластической среды // ПМТФ. — 1966. — № 4.